# Al Pacino
Al Pacino, ameriški filmski in gledališki igralec, * 25. april 1940, New York, Združene države Amerike.
Pacino je med največjimi zvezdami v filmski industriji v zadnjih štirih desetletjih. Najbolj je znan po svojih vlogah v filmih, kot so Boter (1972), Boter 2 (1974), Dog Day Afternoon (1975), Scarface (1983), Vonj po ženski (1992) in Heat (1995).
Leta 1993 je za vlogo v filmu Vonj po ženski prejel oskarja za najboljšo moško vlogo.

## Najpomembnejši filmi
- 1971 (The Panic in Needle Park)
- 1972 Boter (The Godfather)
- 1973 Serpico (Serpico)
- 1974 Boter 2 (The Godfather Part II)
- 1975 (Dog Day Afternoon)
- 1979 (...And Justice for All)
- 1982 (Author! Author!)
- 1983 (Scarface)
- 1989 (Sea of Love)
- 1990 (Dick Tracy)
- 1990 Boter 3 (The Godfather Part III)
- 1991 (Frankie and Johnny)
- 1992 (Glengarry Glen Ross)
- 1992 Vonj po ženski (Scent of a Woman)
- 1993 (Carlito's Way)
- 1995 (Heat)
- 1996 (City Hall)
- 1997 (Donnie Brasco)
- 1997 (The Devil's Advocate)
- 1999 (The Insider)
- 1999 (Any Given Sunday)
- 2002 (People I Know)
- 2004 Beneški trgovec (The Merchant of Venice)
- 2007 (Ocean's Thirteen)
- 2008 (Righteous Kill)